# Elem Germanowitsch Klimow
Elem Germanowitsch Klimow (russisch Элем Германович Климов, wiss. Transliteration Elem Germanovič Klimov; * 9. Juli 1933 in Stalingrad; † 26. Oktober 2003 in Moskau) war ein russischer Filmregisseur. Internationale Bekanntheit erlangte er durch den 1985 veröffentlichten Antikriegsfilm Komm und sieh. Nach seiner Tätigkeit als Regisseur setzte er sich als Erster Sekretär des sowjetischen Verbands der Filmschaffenden dafür ein, die Perestroika im sowjetischen Kino umzusetzen.

## Leben und Werk
Elem Klimow wurde 1933 in Stalingrad geboren. Seine Eltern, ein Konstrukteur und eine Sportlehrerin, waren überzeugte Kommunisten (der Name Elem ist üblicherweise ein Akronym für "Engels, Lenin, Marx", auch wenn seine Eltern ihn nach Angaben seines Bruders nach Elam Harnish aus Jack Londons Lockruf des Goldes benannten). Als Kind wurde er aus dem brennenden Stalingrad evakuiert; die Erfahrung diente ihm mit als Inspiration für Komm und sieh. Er studierte zunächst ab 1952 am MAI in Moskau und machte dort 1957 sein Diplom als Flugingenieur. Nach einjähriger Tätigkeit in diesem Beruf studierte er bis 1963 Filmregie in der Meisterklasse von Jefim Dsigan am WGIK. Bereits sein Diplomfilm Herzlich willkommen oder Unbefugten ist der Eintritt verboten erregte 1964 Aufsehen: Die in einem Pionierlager spielende Satire wurde zunächst kurz verboten, dann aber freigegeben und zu einem Publikumserfolg.
Seine international bekanntesten Filme sind Agonia (1974/1981) über den Geistheiler Rasputin sowie der Antikriegsfilm Komm und sieh (1985). Komm und sieh schildert die Geschichte des Jugendlichen Fljora, der sich im deutsch besetzten Belarus den Partisanen anschließt und Zeuge von Kriegsverbrechen wie dem Niederbrennen eines gesamten Dorfes mit seinen Einwohnern wird. Der Film verschaffte ihm nachhaltig internationale Anerkennung, zahlreiche Filmemacher und Kritiker zählen Komm und sieh zu den besten Filmen aller Zeiten. In den alle zehn Jahre durchgeführten Umfragen des Magazins Sight & Sound wählten die befragten Regisseure den Film 2012 auf Platz 30, 2022 auf Platz 41 der besten Filme aller Zeiten. Auf einer 2008 veröffentlichten Liste des Magazins Empire rangierte der Film auf Platz 60; auf einer 2019 von dem Magazin veröffentlichten Liste der besten nicht englischsprachigen Filme landete er auf Platz 24.
Nach diesem Film beendete Klimow vorläufig seine Karriere als Filmregisseur, um als Erster Sekretär des sowjetischen Verbands der Filmschaffenden in den Zeiten der Perestroika Auswege aus der Krise des sowjetischen Kinos zu suchen. Die Wahl Klimows und seiner Kollegen im Mai 1986 stellte einen Umbruch für die sowjetischen Filmschaffenden dar; die Funktionäre aus der Breschnew-Zeit wurden durch deutlich liberalere Personen ersetzt. Obwohl er im Kampf gegen Zensur und staatliche Kontrolle erhebliche Erfolge erzielte, scheiterte er an systemischen Hürden in seinem Versuch, Grundlagen für ein neues sowjetisches Kino zu schaffen. Aus diesem Grund legte er sein Amt nach zwei Jahren nieder. Später ergab sich für Klimow keine weitere Möglichkeit, Filme zu realisieren, so dass der Höhepunkt seines filmischen Schaffens auch gleichzeitig den Schlusspunkt markierte.
Bei den Internationalen Filmfestspielen von Cannes 1987 war er Jury-Mitglied; Jurypräsident war Yves Montand. 1997 wurde er als Volkskünstler Russlands ausgezeichnet.
Elem Klimow war seit 1965 mit der Regisseurin und Drehbuchautorin Larissa Schepitko verheiratet, die 1979 während der Dreharbeiten zu ihrem Film Abschied von Matjora bei einem Autounfall ums Leben kam. Der Film wurde 1982 von Klimow vollendet. Mit Schepitko hatte er einen gemeinsamen Sohn. Klimow starb 2003 im Alter von 70 Jahren und wurde auf dem Friedhof Trojekurowo in Moskau beigesetzt.

## Filmografie
- 1959: Осторожно: пошлость (Kurzfilm)
- 1960: Жиних (Kurzfilm)
- 1962: Смотрите, небо! (Kurzfilm)
- 1964: Herzlich willkommen oder Unbefugten Eintritt verboten (Добро пожаловать, или Посторонним вход воспрещён) – WGIK-Diplomfilm
- 1965: Abenteuer eines Zahnarztes (Похождения зубного врача)
- 1970: Sport, Sport, Sport (Спорт, спорт, спорт)
- 1972/76: Und dennoch glaube ich (И всё-таки я верю) – Dokumentarfilm von Michail Romm, nach dessen Tod von Klimow und Marlen Chuzijew fertiggestellt
- 1974/81: Agonia / Agonie (Агония)
- 1979/83: Abschied von Matjora (Прощание) – Film von Larissa Schepitko, nach deren Tod von Klimow fertiggestellt
- 1981: Larissa (Лариса) – Dokumentarfilm über Larissa Schepitko
- 1985: Komm und sieh / Geh und sieh (Иди и смотри)